# Mediimorda angeliquae
Mediimorda angeliquae là một loài bọ cánh cứng trong họ Mordellidae. Loài này được Leblanc miêu tả khoa học năm 2002.